# Frământări (roman)
Frământări (în poloneză Fermenty) este un roman din 1897 al scriitorului polonez Władysław Reymont.